# ロス・ワイナンズ
ロス・ワイナンズ（Ross Winans、1796年 - 1877年）は、アメリカ合衆国の発明家・機械技術者で、機関車や鉄道用機械類の製造を行っていた。また葉巻型の船の設計の始祖としても知られる。アメリカ合衆国で初期の大富豪でもあったワイナンズは政治にもかかわり、州の権限の熱心な支持者であった。メリーランド州議会の議員としての率直な反連邦主義の立場ゆえに、南北戦争初期に逮捕されたこともある。画家のジェームズ・マクニール・ホイッスラーは、その兄弟のジョージがワイナンズの娘であるジュリアと結婚しており、ワイナンズの親戚である。

## 鉄道での業績
ロス・ワイナンズはニュージャージー州で馬の繁殖を仕事としていた家族に生まれた。しかしその後の動力の形態の変化にうまく順応していくことができた。
1828年にワイナンズは、それ以降100年余りに渡って鉄道用の車輪としてのはっきりした形態を確立した、外部軸受つきの摩擦車を開発した。1820年代末にはボルチモア・アンド・オハイオ鉄道と関係ができ、結果的に技術者としてその業務に関わっていった。彼の初期のより重要な業績としては、ピーター・クーパーが「トム・サム」と呼ばれる機関車を開発するのを支援したことがあげられる。1831年には、ボルチモア・アンド・オハイオ鉄道においてワイナンズは機械技師助手に指名された。その年の7月20日に車軸と軸受の製造に関する改良を発明し、特許を取得した。この年は他にも発明があり、「コロンバス」(Columbus) という初めてのボギー台車を装備した車両を製作し、こうした車両を開発した最初の人物ではなかったのであるが、すぐにこの特許を取得した。
ワイナンズは1835年にジョージ・ギリンハム (George Gillingham) と提携し、1834年にフィニース・デイビス (Phineas Davis) およびイスラエル・ガードナー (Israerl Gardner) から借り受けていたマウント・クレアにおけるボルチモア・アンド・オハイオ鉄道向け工場を1836年に引き継ぎ、機関車と鉄道用機械類の製造を続けた。おそらく1836年頃から1841年か1842年まで、ギリンハムとワイナンズの会社、および会社解散後はワイナンズ自身は、鉄道用の車輪を製造していた。
1841年にワイナンズはボルチモア・アンド・オハイオ鉄道のマウント・クレア工場 (Mount Clare Shops) に隣接して自身の工場を開き、同鉄道を主要な顧客とした。彼は石炭炊きの蒸気機関車の開発の初期に関わった。彼は変わっていた人物であったが、機関車製造の事業により裕福になった。彼の顧客との関わりは単純なもので、ワイナンズは自分の思ったとおりに機関車を造り、顧客はそれを買うだけであった。ワイナンズは、機関車や鉄道車両の新しい潮流に付いていくのではなく、むしろ自分で新たな流れを生み出していた。クラブ型 (Crab)・マッドディガーズ型 (Muddiggers)・キャメル型 (Camel) など、彼が生み出した機関車は創始期の東部アメリカの鉄道網全体で1840年代から19世紀終わり頃まで使われた。ワイナンズの機関車の大半は貨物用であった。
1843年にはギリンハムとワイナンズは、利益を最大化するために自分たち自身の工場を建設した。この会社の有名な製品として、キャメルバック式蒸気機関車（あるいはキャメル型）がある。1848年6月以降に納入された機関車はほとんどが、ワイナンズが好んだキャメル型の車軸配置0-8-0のものであった。初期のものはしばしばボルチモア型機関車と呼ばれる。キャメルという名前は、1848年にボルチモア・アンド・オハイオ鉄道に納入されたキャメル型最初の機関車の名前から来ている。すべてのキャメル型機関車が車軸配置0-8-0であった。
1843年から1863年にかけて、およそ267両のワイナンズ製機関車がアメリカの26の鉄道会社に納入されたと記録されている。ボルチモア・アンド・オハイオ鉄道がワイナンズ製造の機関車の最大の使用者であり、140両が納入されている。ワイナンズ製の機関車の2番目の使用者はフィラデルフィア・アンド・レディング鉄道であった。これら2社でワイナンズの機関車の売り上げの70%を占めていた。ワイナンズは通常、顧客の路線上で30日間の試用期間を提供していた。その当時ボルチモア・アンド・オハイオ鉄道の機関車部門のトップであったヘンリー・タイソン (Henry Tyson) と、機関車における先台車の使用に関して議論となり、1857年にワイナンズは機関車製造を止めた。ワイナンズは先台車の使用をよいとは考えていなかったのである。このために一部の機関車の納入が1863年まで遅れている。ワイナンズは数多くの特許を取得し、また彼自身が発明したと主張するアイデアに関する多くの訴訟に関わっている。
ワイナンズはこの事業に退屈し、またボルチモア・アンド・オハイオ鉄道と機関車の設計方針に関して不一致が生じたことから、この工場をたたみ、後に工場をヘイワード・アンド・バートレット (Hayward & Bartlett) に貸し出した。
ワイナンズの機関車設計はロシアの代表団に感銘を与え、ロシアの皇帝から、モスクワ・サンクトペテルブルク鉄道の建設を求められた。ワイナンズは彼の2人の息子と、技術者のジョージ・W・ホイッスラー (George W. Whistler) をロシアへ送り、数年にわたってこのプロジェクトに関与させた。ワイナンズは、アメリカで売った機関車や設備と同じくらいか、あるいはもっと多くの数をロシアへ売った可能性があるとされている。ワイナンズの息子はアメリカに戻り、アレクサンドロフスキーという名前のロシア風の土地をボルチモアに建設した。1925年にこの土地のものは競売に掛けられ、土地はボルチモアのシティ・パークとなっている。ワイナンズが遺した23箱に及ぶ論文や雑誌などはボルチモアのメリーランド歴史協会に保管のために寄贈されている。シティ・パークには大きな屋外鉄道模型クラブのレイアウトがある。

### ワイナンズの開発したキャメル型の機関車
キャメル型の機関車はすべて牽引力重視で低速であった。先台車がなく、ボイラーの蒸気発生量が限られていたので、速度は10 - 15 マイル毎時程度に限られていた。しかしその速度では、水平区間で110両の積車の石炭車を1両のキャメル型で牽引することができた。キャメル型の最も大きな特徴は、運転台がボイラーの上に載せられていることがある。大きな蒸気だめがあり、スライドバルブを備え、ボイラーに控えボルトを使用していた。14 フィート（約4.3 m）以上の長さのある100本以上の煙管が備えられていた。
キャメル型はおよそ25 フィート（約7.6 m）の全長で、第1動輪から第4動輪までの間隔は11 フィート（約3.4 m）であった。短煙管型・中煙管型・長煙管型の3つの大きな形態があった。短煙管型は17 インチ×22 インチのシリンダーを、それ以外の2形式は19 インチ×22 インチのシリンダーを備えていた。中煙管型で火格子面積は23 平方フィート（約2.1 平方メートル）、大煙管型で28 平方フィート（約2.6 平方メートル）であった。長煙管型は、8 フィート（約2.4 m）以上の長さの火室になっており、火夫が火室前部に給炭するためにはレバーを使って操作するシュートを使う必要があった。機関士の席より後ろに火室があったので、火夫は炭水車に乗って働いていた。この設計のために牽引棒は火室の下に配置されることになり、熱されて赤くなっているのが普通であった。通常の方式の運転台に改造された後でも、火夫は炭水車で働いていた。標準的なキャメル型の機関車は43 インチの車輪を備え、緑に塗られていた。
キャメル型の炭水車は4軸で、後ろ側の台車のみにブレーキを備えていた。5 トンの石炭と8.5 トン（2,000 ガロン以上）の水を搭載していた。石炭と水を満載すると23 トンの重量となり、機関車自身より4 トン軽いだけであった。
メリーランド鉱山会社 (Maryland Mining Co.) から8,000 ドルで購入された1両を含めて、10両のキャメル型機関車がボルチモア・アンド・サスケハナ鉄道 (Baltimore & Susquehanna) に納入された。また、ボルチモア・アンド・サスケハナ鉄道から購入した機関車に加えて10両がノーザン・セントラル鉄道 (Northern Central) に納入された。2両がニューヨークのエルミラ・アンド・カナンダギア鉄道 (Elmira & Canandaguia) に納入され、後にキュンバーランド・アンド・ペンシルバニア鉄道 (Cumberland & Pennsylvania) へ売却された。ペンシルバニア・アンド・レディング鉄道の機関車サスケハナ号は、ホワイトの書籍に詳細に描かれている。2両のワイナンズ製機関車が1863年に南部ペンシルベニア州のハンティンドン・アンド・ブロード・トップ・マウンテン鉄道に納入された。1両は1868年に爆発事故を起こして4名の死者が出た。この会社はブロード・トップ山の西側を走っていたが、東側には有名な狭軌の鉄道、イースト・ブロード・トップ鉄道 (East Broad Top) が走っていた。キュンバーランド・アンド・ペンシルバニア鉄道とハンティンドン・アンド・ブロード・トップ・マウンテン鉄道は、ペンシルベニア州ステート・ライン (State Line) で交差していた。
ワイナンズの製造したキャメル型機関車の多くは、1両1万ドル前後で販売された。我々が今日では投資銀行と呼ぶであろうような組織、イーノック・プラット (Enoch Pratt) のような人間が、機関車の販売を促進した。銀行は当時、商業的な目的に融資をできるだけの資本をまだ蓄積していなかった。
フィラデルフィア・アンド・レディング鉄道の記録には、キャメル型機関車の走行と改造の履歴の詳細な情報が含まれている。この会社では、1846年から1855年に掛けて合計48両の納入を受けた。1858年の時点で、フィラデルフィア・アンド・レディング鉄道は44両の機関車で350万マイルあまりの走行距離を記録しており、キャメル型機関車はフィラデルフィア・アンド・レディング鉄道の機関車のうちの約20 %を占めていた。1865年の時点では、48両中28両のみが未改造で、1870年になると未改造は4両のみになったが、この4両はほぼ100万マイルの累積走行距離を記録していた。改造までの平均運用期間は13.5年であった。ボルチモア・アンド・オハイオ鉄道における類似した記録によれば、改造までの平均運用期間は8.5年であった。合計15両のキャメル型の改造が、1866年から1875年に掛けてマウント・サベージ (Mount Savage) のキュンバーランド・アンド・ペンシルバニア鉄道の工場で実施された。
キャメル型機関車で大きな事故は3件のみ記録されている。重大ではない事故はより頻繁に発生していたが、ほとんど記録に残されていない。ロバーツの文献によれば、ワイナンズのキャメル型機関車は、ボルチモア・アンド・オハイオ鉄道の17 マイル（約27 km）の平坦区間で1855年頃に、144 トンの重量を牽引していた。ディルツの文献によれば、ボルチモア・アンド・オハイオ鉄道ののワイナンズのキャメル型であった71号機関車は117 トンの重量を牽引して2.2 %の上り勾配を18 マイル毎時（約29 km/h）で走行したとする。1854年に使用されていた、ワイナンズ設計の3軸ホッパ車は空車重量3 トンとして、40両ほどの空車をエッカート・ブランチ (Eckhart Branch) で牽いていた。

## 南北戦争における政治活動
南北戦争中にはワイナンズはメリーランド州議会の議員で、反連邦活動や演説により2回逮捕された。1861年のボルチモア暴動 (Baltimore riot of 1861) の前、ワイナンズは「自由な州から連れてこられた民兵によって南部の要塞に駐留することに対して、メリーランドの人々の名において抗議する」決議を提出し、「我々に対して軍事独裁主義を確立しようとしてやってくる侵略者がいるならば、必要に応じて抵抗する」ためにメリーランド州の人々の団結を呼びかけた。暴動のすぐ後にワイナンズは逮捕され、その後釈放されて、州権主義の一環として4月24日の選挙で再選された。その間、伝えられるところによれば、ワイナンズの会社ではボルチモアを連邦軍から防衛するために兵器と弾薬を準備しているとされた。4月23日のアメリカン紙によれば、「ワイナンズ氏の工場では、全力で槍や弾丸の生産に関わっている」とある。ボルチモアにおいて戒厳令が布告された翌日の5月14日、ワイナンズはフレデリックで開かれたメリーランド州議会特別会から戻ってくるときに、再び逮捕された。この特別会は、メリーランド州議会が連邦離脱を検討したものの、最終的に否決したものであった。彼は、連邦政府への忠誠を誓う書面に署名してすぐに釈放された。ワイナンズの逮捕は、ベンジャミン・フランクリン・バトラー率いる連邦軍兵士によるもので、エイブラハム・リンカーン大統領によるヘイビアス・コーパス（人身保護手続き）の緊急停止が適用された事例の1つであった。この事例はEx parte Merrymanのうちとされたため、ワイナンズの短期間の拘禁は法的には問題とされなかった。
ボルチモアの市長ジョージ・ブラウン (George William Brown) とメリーランド州の知事トーマス・ヒックス (Thomas Holliday Hicks) が「町の防衛のため」に集めた50万ドルの基金から購入された武器の中には、「ワイナンズの蒸気銃」(Winans Steam Gun) があった。これは装甲した車両に載せられた、蒸気駆動の自動銃であった。この実験的な武器はワイナンズが設計したものではなかったが、彼の工場で生産され販売された。この変わった武器は最終的には何の軍事的な影響もなかったが、当時は広く話題に上り、ワイナンズは連邦のメリーランド州支配に対する脅威であるという評判を一段と高めた可能性がある。

## 葉巻型船

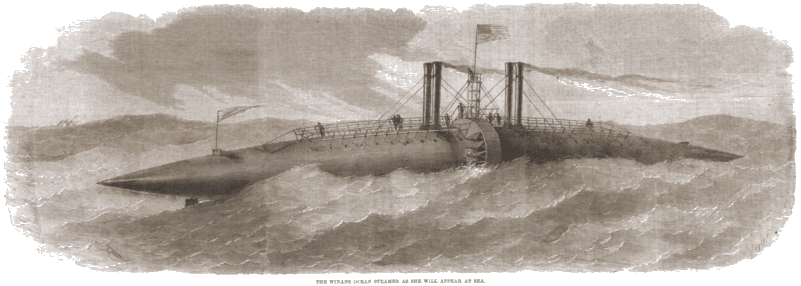
ワイナンズの最初の葉巻型船の版画、1858年の「イラストレイテッド・ロンドン・ニュース」より

19世紀半ば、ワイナンズと彼の息子のトーマスは、一般的に「葉巻型船」と呼ばれる軸のような船を設計し建造した。最初の船は1858年に建造され、前代未聞で結果的に技術的に無理があると判明した、船体中央部のカバーに覆われたスクリューを特徴としていた。このスクリューは前後の船体部分それぞれに置かれた蒸気機関によって駆動されていた。この意図は、天候や波の影響をあまり受けずに船を推進できるようにしようというものであった。サイエンティフィック・アメリカン誌においてこの船は長々と議論されたが、何度も実験と改造を繰り返した後、最終的には長年にわたってワイナンズのドックに係留されたままとなった。実際に海を走る試験はついに行われなかった。
南北戦争後、ワイナンズと息子は事業をヨーロッパへ展開し、何隻かの船をイングランドやロシアのサンクトペテルブルクで建造した。これらの船はどれも海での全面的な試運転は行われなかったが、報道によればソレント海峡やイギリス海峡で何度か航海をしている。1880年代までこれらの船はサウサンプトンに係留されていたが、これを真似るものは現れなかった。
トーマス・ワイナンスはロシアにしばらく留まって、ロシア政府と鉄道の建設契約を結んでいる。

## その他の業績
ワイナンズは衛生工学や公衆衛生に関心があり、公衆衛生、中でも水と換気に多くのパンフレットを発行した。彼はボルチモアに対する水の供給に関して政府に働きかけを行っている。
ワイナンズは低賃金者向けの住宅の建設に関する創始者で、ボルチモアにおけるこうしたプロジェクトを彼は「勤労者の家」と呼んでいた。こんにちでも公共住宅がその場所に残っており、マウント・ワイナンズ (Mount Winans) と名づけられている。
彼はまた宗教的な寛容やユニテリアン主義の説教集など、宗教的な書物も出版していた。